# Sancho I de Ávila
Sancho fue un religioso español, obispo de Ávila entre los años 1121 y 1133. Fue el primer obispo después de que la diócesis fuera administrada por Jerónimo de Perigord.
Hasta el año 1120, las nuevas diócesis instauradas con la conquista cristiana y la repoblación, como Ávila y Salamanca, fueron regidas por Jerónimo de Perigord. A la muerte de este fue elegido un prelado llamado Pedro, que aparece en un documento de 9 de enero de 1121 de un concilio provincial celebrado en Santiago de Compostela y convocado por Diego Gelmírez. Aparece como P. electum Avilensem. De hecho, el cronista Gil González Dávila le llama 'Pedro Sánchez Zurraquines'.  Probablemente este personaje murió antes de tomar posesión del cargo, y el mismo año, aparece Sancho como obispo electo, convocado en Santiago para la recepción del cardenal legado Bozzo. Allí fue consagrado y prometió obediencia al arzobispo metropolitano.
Durante su episcopado, o el de su sucesor, el rey Alfonso VII otorgó a la catedral de Ávila la tercera parte de las rentas y derechos que la corona tenía dentro de la diócesis. La dirigió hasta 1133 y le sucedió su hermano y arcediano de la catedral abulense, Íñigo. El funeral de Sancho fue presidido por el obispo Pedro de Segovia.